# Lockheed Martin RQ-170 Sentinel
Lockheed Martin RQ-170 Sentinel je američka bespilotna letjelica (UAV) koju je razvio Lockheed Martin i kojom upravljaju Zračne snage Sjedinjenih Država (USAF) za Središnju obavještajnu agenciju (CIA). Dok je USAF objavio nekoliko detalja o dizajnu ili mogućnostima UAV-a, obrambeni analitičari vjeruju da se radi o nevidljivom zrakoplovu opremljenom opremom za zračno izviđanje. Predstavljen 2007., raspoređen je u Afganistan krajem 2007., a u Južnu Koreju dvije godine kasnije, u rujnu 2009. Neke slike i detalji letjelice objavljeni su nakon što je Iran zarobio RQ-170 2011. Ima dizajn letećeg krila i koristi jedan motor, za koji se nagađa da je General Electric TF34 turbofan ili Garrett TFE731.

## Dizajn
RQ-170 je dizajn letećeg krila koji sadrži jedan (još klasificiran) motor, a prema procjeni Aviation Weeka 2009. godine ima raspon krila od približno 20 m. Procjenjuje se da je njegova težina pri polijetanju veća od RQ-3 DarkStara, koja je bila 3900 kg. Dizajnu nedostaje nekoliko elemenata uobičajenih za stealth inženjerstvo, kao što su vrata stajnog trapa s cik-cak rubovima i oštri vodeći rubovi, a ispuh nije zaštićen krilom. Aviation Week postulira da ovi elementi sugeriraju da su dizajneri izbjegavali "vrlo osjetljive tehnologije" zbog gotovo izvjesnog eventualnog operativnog gubitka svojstvenog dizajnu jednog motora i želje da se izbjegne rizik kompromitiranja vrhunske tehnologije. Publikacija također sugerira da srednje siva boja implicira visinu na srednjoj nadmorskoj visini, za koji je malo vjerojatno da će premašiti 15,000 m, budući da bi zbog više visine inače bio tamnije obojen radi prikrivanja. Postulirana težina i gornji parametri upućuju na moguću upotrebu motora General Electric TF34 ili njegove varijante u okviru zrakoplova.
Nakon iranskih tvrdnji o obaranju RQ-170 u blizini afganistanske granice u prosincu 2011., iranska TV je prikazala video snimku onoga što izgleda kao napredna bespilotna američka letjelica koja najviše sliči RQ-170 UAV-u. Na snimci je član Iranske revolucionarne garde objavio dimenzije letjelice, uključujući raspon krila od oko 26 metara, visinu od 1,84 metra i duljinu od 4,5 metara.

### Iransko snimanje i obrnuti inženjering
Dana 4. prosinca 2011. u medijskim je izvješćima navedeno da je postrojba iranske vojske za elektroničko ratovanje oborila RQ-170 koji je povrijedio iranski zračni prostor duž njegove istočne granice zaobilazeći njegove kontrole, te zarobila lakše oštećenu bespilotnu letjelicu. Američki dužnosnici su 6. prosinca priznali da se bespilotna letjelica srušila u ili blizu iranskog zračnog prostora te da je pripadala CIA-i, a ne Međunarodnim snagama za sigurnosnu pomoć (ISAF) kako je ranije izjavila američka vlada.
Iranska vlada objavila je snimku zarobljenog RQ-170 8. prosinca. Nakon pregleda videa istog dana, američki dužnosnici potvrdili su da je dron originalan. U travnju 2012., general Amir Ali Hajizadeh, zapovjednik Zrakoplovne divizije Islamske revolucionarne garde, tvrdio je da je Iran izvršio obrnuti inženjering RQ-170 i da gradi kopiju UAV-a. Također je izjavio da se prikupljaju podaci sa zarobljenog RQ-170. Poluslužbena iranska novinska agencija Tasnim izvijestila je u rujnu 2016. da je izgrađena bespilotna letjelica nazvana Saegheh-2, sličnog izgleda RQ-170 Sentinelu. Rečeno je da može nositi četiri precizno navođene bombe; domet nije naveden. Shahed 171 Simorgh također se temelji na oborenom Sentinelu.

## Specifikacije (RQ-170)
- Posada: 3 na zemlji
- Duljina: 4,5 m
- Raspon krila: 11,58 m[11]
- Visina: procijenjena 1,8 m[12]
- Pogon: 1 × Garrett TFE731 ili General Electric TF34 turbofan

### Performanse
- Izdržljivost: 5 do 6 sati[13]
- Gornja granica leta: procijenjeno 15 000 m[14]